# Lexy & K-Paul

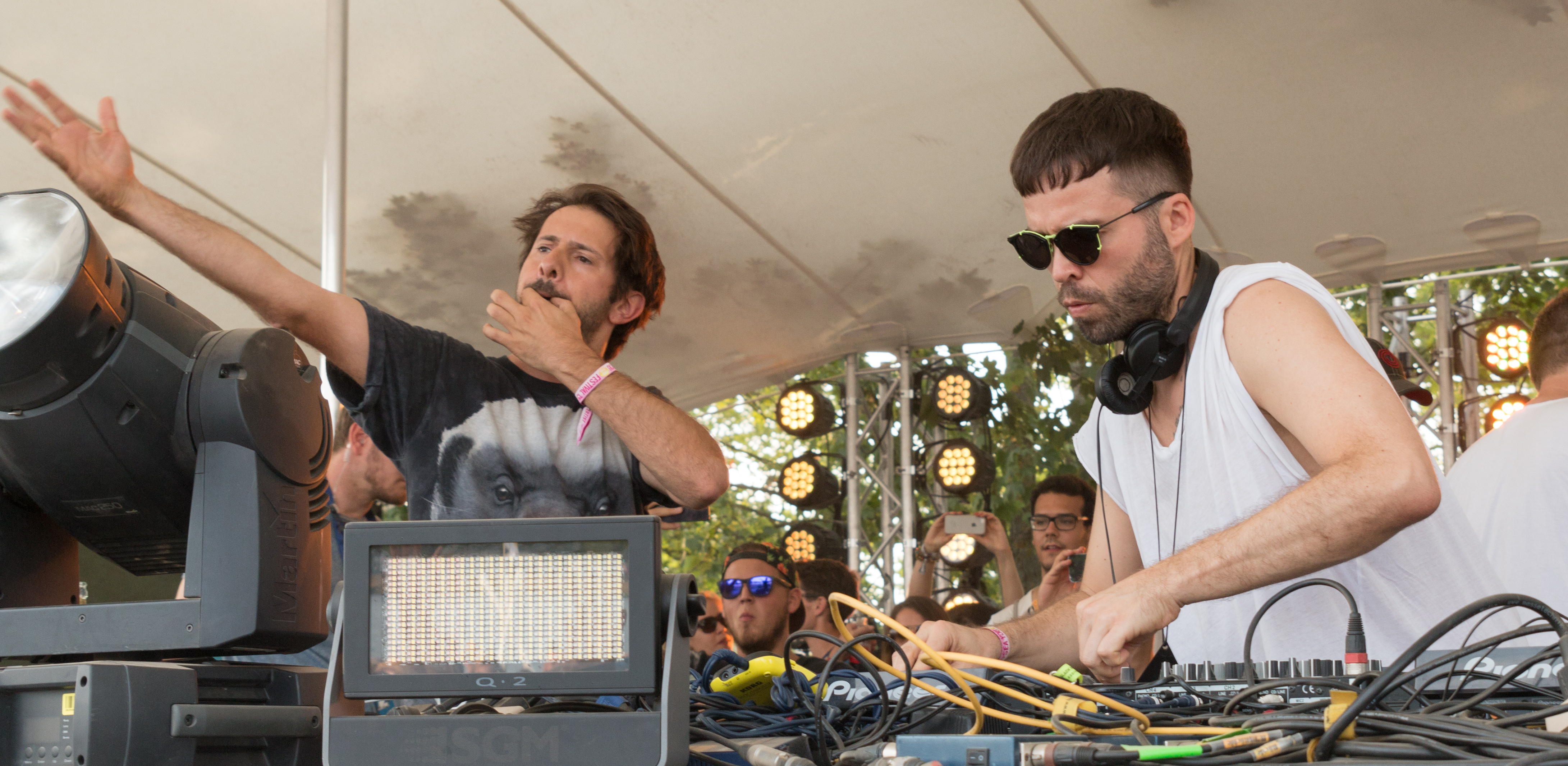
Lexy & K-Paul beim Sea You 2015

Lexy & K-Paul sind ein DJ-Duo der Elektronischen Tanzmusik aus Berlin. Es besteht aus Alexander Gerlach (* 14. Januar 1976 in Dresden) und Kai Michael Paul – ehemals Kai Michael Fuchs (* 5. November 1973 in Berlin).

## Geschichte

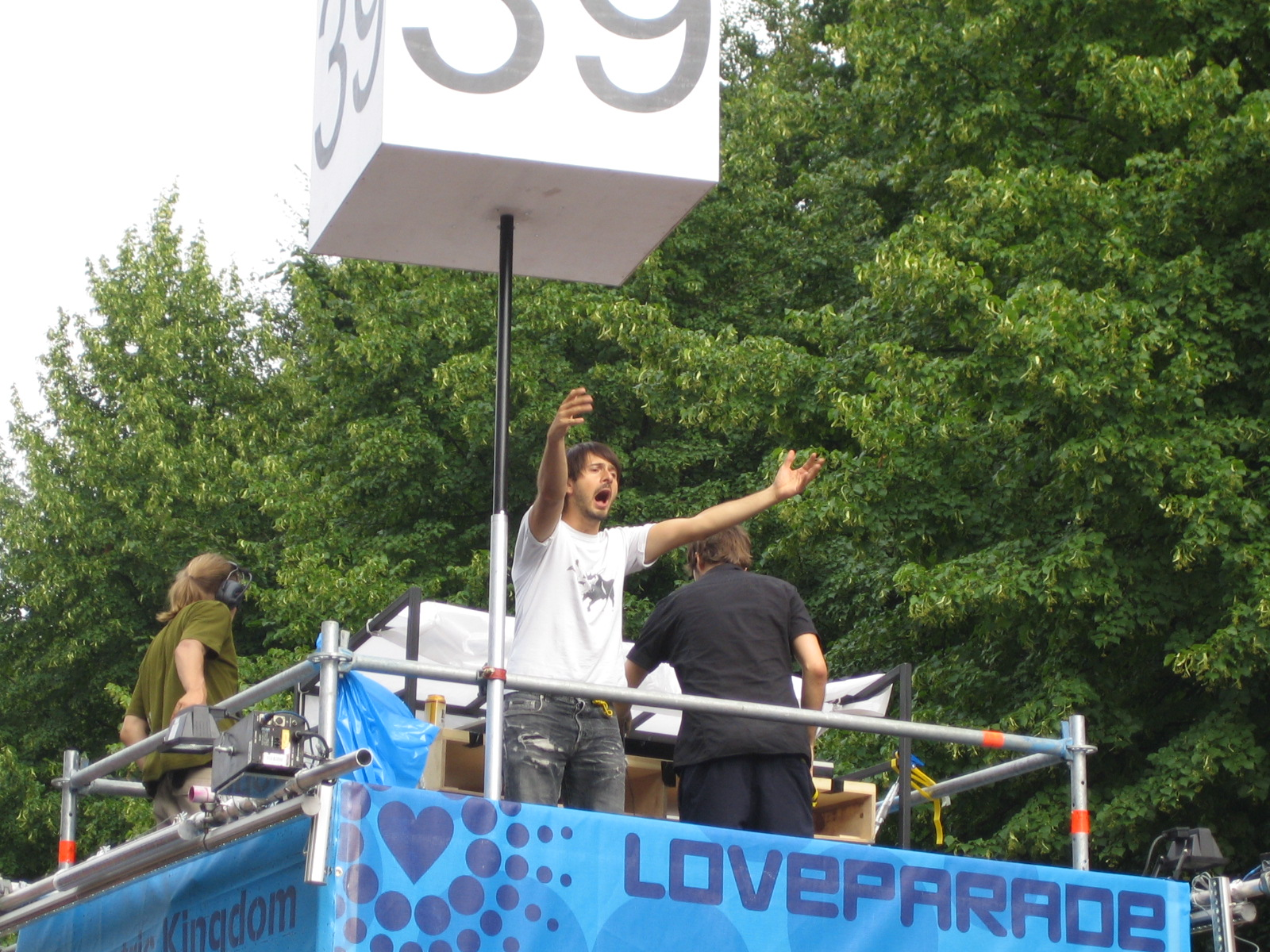
Lexy & K-Paul Live auf der Loveparade 2006 in Berlin

Das Duo gründete sich 1999; 2000 erschien das Debütalbum Loud mit dem Club-Hit Freak beim Label Low Spirit. Im Jahr 2001 trat Lexy zusammen mit Mark Spoon im Film be.angeled von Roman Kuhn auf. Im selben Jahr wurden sie bei der Echoverleihung 2001 mit dem Nachwuchsförderpreis ausgezeichnet. Es folgten internationale Club- und Festivalauftritte. Sie wurden als Remixer aktiv und veröffentlichten auf ihren Alben auch Kollaborationen mit Sängern oder Rappern. 2004 erschien mit Love Me Babe einer ihrer größten Hits.
Im Jahr 2005 erschien „The DVD“, eine bildliche Verarbeitung der sechsjährigen Bandgeschichte mit allen Videos mit Audiokommentaren und Making-of und Interview.
Seit 2007 veröffentlichen sie auf ihrem eigenen Label MusicIsMusic im Vertrieb von Kontor Records, darunter fallen die DJ-Mix-Kompilationen Komisch Elektronisch.

## Diskografie

### Alben
| Jahr | Titel Musiklabel                                           | Höchstplatzierung, Gesamtwochen, AuszeichnungChartsChartplatzierungen (Jahr, Titel, Musiklabel, Platzierungen, Wochen, Auszeichnungen, Anmerkungen) | Anmerkungen                            |
| Jahr | Titel Musiklabel                                           | DE | Anmerkungen                            |
| ---- | ---------------------------------------------------------- | --- | -------------------------------------- |
| 2000 | Loud Low Spirit                                            | DE100 (1 Wo.)DE | Erstveröffentlichung: 16. Oktober 2000 |
| 2003 | East End Boys Low Spirit                                   | DE69 (1 Wo.)DE | Erstveröffentlichung: 5. Mai 2003      |
| 2007 | Trash Like Us musicmusic                                   | DE86 (1 Wo.)DE | Erstveröffentlichung: 10. Mai 2007     |
| 2008 | Komisch Elektronisch musicmusic                            | — | Erstveröffentlichung: 14. März 2008    |
| 2009 | Abrakadabra Kontor Records                                 | DE56 (1 Wo.)DE | Erstveröffentlichung: 13. März 2009    |
| 2011 | Psycho musicmusic                                          | DE48 (2 Wo.)DE | Erstveröffentlichung: 13. Mai 2011     |
| 2012 | Komisch Elektronisch Part 2 musicmusic / Kontor Records    | — | Erstveröffentlichung: 20. Januar 2012  |
| 2013 | Attacke musicmusic / Kontor Records                        | DE51 (1 Wo.)DE | Erstveröffentlichung: 12. April 2013   |
| 2014 | Komisch Elektronisch Part 3 musicmusic / Kontor Records    | — | Erstveröffentlichung: 30. Mai 2014     |
| 2015 | Gassenhauer – Rework 1999-2005 musicmusic / Kontor Records | DE92 (1 Wo.)DE | Erstveröffentlichung: 26. Juni 2015    |
| 2018 | Peilschnarten musicmusic / Kontor Records                  | — | Erstveröffentlichung: 6. April 2018    |

### Singles
| Jahr | Titel Album                      | Höchstplatzierung, Gesamtwochen, AuszeichnungChartsChartplatzierungen (Jahr, Titel, Album, Platzierungen, Wochen, Auszeichnungen, Anmerkungen) | Anmerkungen                                           |
| Jahr | Titel Album                      | DE | Anmerkungen                                           |
| ---- | -------------------------------- | --- | ----------------------------------------------------- |
| 1999 | The Greatest DJ Loud             | DE51 (6 Wo.)DE | Erstveröffentlichung: 25. Oktober 1999                |
| 2000 | Electric Kingdom Loud            | DE77 (1 Wo.)DE | Erstveröffentlichung: 27. März 2000                   |
| 2000 | Freak Loud                       | DE20 (14 Wo.)DE | Erstveröffentlichung: 14. August 2000                 |
| 2001 | You’re the One Loud              | DE27 (8 Wo.)DE | Erstveröffentlichung: 12. März 2001                   |
| 2002 | Let’s Play East End Boys         | DE26 (9 Wo.)DE | Erstveröffentlichung: 18. März 2002 feat. Atomek Dogg |
| 2002 | Der Fernsehturm East End Boys    | DE68 (1 Wo.)DE | Erstveröffentlichung: 19. August 2002                 |
| 2003 | Girls Get It First East End Boys | DE43 (6 Wo.)DE | Erstveröffentlichung: 3. April 2003                   |
| 2003 | Dancing East End Boys            | DE45 (7 Wo.)DE | Erstveröffentlichung: 13. Oktober 2003                |
| 2004 | Love Me Babe –                   | DE50 (9 Wo.)DE | Erstveröffentlichung: 15. März 2004                   |
| 2004 | Vicious Love –                   | DE48 (9 Wo.)DE | Erstveröffentlichung: 29. November 2004               |
| 2005 | Happy Zombies –                  | DE84 (1 Wo.)DE | Erstveröffentlichung: 13. Juni 2005                   |
| 2007 | Wide Road Trash Like Us          | DE85 (6 Wo.)DE | Erstveröffentlichung: 11. Mai 2007 feat. Dorian E     |

Weitere Singles
- 2007: Ponyboy
- 2008: The Clap
- 2009: If I Gave You My Digits
- 2009: Trick on Me
- 2013: Your Name
- 2014: Killing Me
- 2016: Inner Slave

### Videoalben
- 2005: Lexy & K-Paul – The DVD